# Монастір (Італія)

Монастір (італ. Monastir) — муніципалітет в Італії, у регіоні Сардинія,  провінція Кальярі.
Монастір розташований на відстані близько 410 км на південний захід від Рима, 20 км на північ від Кальярі.
Населення — 4572 особи (2014).
Щорічний фестиваль відбувається 29 червня. Покровитель — святий Петро Apostolo.

## Демографія
Населення за роками:

Станом на 1 січня 2023 року в муніципалітеті офіційно проживали 83 іноземці з 26 країн, серед них 18 громадян країн Євросоюзу та 4 громадяни України.

## Сусідні муніципалітети
- Нурамініс
- Сан-Сперате
- Сердіана
- Сесту
- Уссана
- Віллазор